# Rozkaz č. 270
Rozkaz č. 270 byl vydaný 16. srpna 1941 samotným Stalinem, který byl v té době zastával funkci Lidového komisaře obrany. Rozkaz v podstatě zakazoval vojákům vzdát se do zajetí. Vyžadoval také, aby byl každý, kdo se bez odporu vzdá nepříteli a nepokusí se o útěk nebo probití se z obklíčení, na místě zastřelen jako narušitel vojenské přísahy. Rodiny důstojníků, kteří se vzdali, měly být považovány za rodinné příslušníky „dezertérů, kteří porušili přísahu a zaprodali svou Vlast“.

## Význam rozkazu
Rozkaz byl vydán v období probíhajících těžkých bojů na západě SSSR po sérii těžkých porážek, které vedly k zajetí několika stovek tisíc sovětských vojáků. Kromě nařízení v něm Stalin rozebíral chování důstojníků, jednak těch, kteří po obklíčení svých jednotek vedli úspěšný boj s nepřítelem a probili se k vlastním jednotkám, jakož i případy zbabělosti a neschopnosti důstojníků, kteří opustili své jednotky a vzdali se nepříteli bez boje. V textu Stalin zmínil zbabělost generálů Kačalovova, Ponedelina a Kirillova, která však nebyla založena na pravdě. Kačalov, velitel 28. armády, padl při ústupových bojích. Ponedelin i Kirillov kryli ústup jiných jednotek a se ctí plnili rozkazy. Jejich zajetí bylo nezvratným důsledkem kritické vojenské situace. Nazývat jejich jednání zbabělostí proto nebylo vůbec objektivní. Sovětské velení předpokládalo, že se Kačalov vzdal. Jeho žena byla zatčena a poslána do tábora nucených prací. I přesto, že jeho tělo bylo identifikováno v roce 1944, nebyl zproštěn obvinění až do roku 1956. Rozkaz se zabýval i zbabělostí a neschopností důstojníků, která vede ke zbytečným ústupům nebo dezorganizaci jednotek. Účinnost rozkazu nebyla zpočátku příliš velká, v průběhu měsíce nacisté obklíčili a zajali několik set tisíc sovětských vojáků v bitvě o Kyjevský kotel. Jejich nejvyšší velitelé se nevzdali, ale padli v boji nebo při pokusech o probití se k vlastním jednotkám.
Rozkaz č. 270 měl ale společně s pozdějším rozkazem č. 227 nezanedbatelný vliv na zvýšení urputnosti sovětské obrany. Vojáci a zejména důstojníci po čase zjistili, že poté co se vzdají, budou jejich rodiny v zázemí pronásledovány, pokud se ze zajetí dostanou živí, budou vyšetřováni a souzeni zvláštními jednotkami NKVD, které je buď odsoudí k trestu smrti nebo pošlou do trestných oddílů - tzv. štrafbatů.
Velkou chybou rozkazu bylo, že nedefinoval podmínky, za jakých hrozí vojákům tresty smrti. Nerozlišoval mezi těmi, kteří se vzdali rychle a dobrovolně bez odporu a mezi těmi, kteří už neměli jinou možnost pokud nechtěli přijít o život v nesmyslném nebo nerovném boji. Celkem bylo během druhé světové války odsouzeno a následně zastřeleno za dezerci 376 300 sovětských vojáků. Mnoho dalších bylo pro podezření ze špionáže, po tom, co se probili z obklíčení, odesláno do trestních jednotek. Na základě rozhodnutí byli rodinní příslušníci (manželky a děti) důstojníků, kteří se vzdali, považováni za společensky nebezpečné a byli zatčeni, internováni a přesunuti do odlehlých částí země. Pykat za zajetí nepřítelem museli i vojáci, kteří se vzdali před vydáním rozkazu. Mnozí, které osvobodili sovětské nebo Spojenecké síly byly souzeni podle tohoto rozkazu i po válce a směřovali z německých táborů do sovětských Gulagů. Generálové Ponedelin i Kirillov byli v 50. letech popraveni. Rehabilitováni byli až po Stalinově smrti.
Následky rozkazu postihly i samotnou Stalinovu rodinu. Jeho syn Jakov Džugašvili, poručík dělostřelectva, se dostal do zajetí během bojů u Vitebsku a v zajetí později zemřel. Jeho manželka a děti byly zatčeni NKVD a až do konce války internováni v táboře pro rodinné příslušníky důstojníků, kteří dezertovali.